# 诺沃塞利察 (卡卢什区)
48°56′59″N 23°55′5″E / 48.94972°N 23.91806°E
诺沃塞利察（烏克蘭語：Новоселиця），是烏克蘭的村落，位於該國西部伊萬諾-弗蘭科夫斯克州，由卡盧什區維霍達市鎮負責管轄，始建於1657年，面積11平方公里，2001年人口1,413，人口密度每平方公里132.6人。